# 산제이망가베이
산제이망가베이(Cercocebus sanjei)는 긴꼬리원숭이과에 속하는 영장류의 일종이다. 흰눈꺼풀망가베이속의 구세계원숭이 중에서 가장 멸종 위험이 높은 종의 하나로 탄자니아에 서식한다. 이들의 키는 꼬리를 제외하고 약 50–65 cm 정도이고, 몸무게는 약 7–9 kg 정도이다. 몸 색깔은 회색빛을 띤다. 계곡 숲에 산다. 이들의 먹이는 약 70%가 과일이며, 나머지는 식물의 잎을 먹는다.